# هربرت آیر
هربرت آیر (انگلیسی: Herbert Ayre; ۲۲ اکتبر ۱۸۸۲ – ۲۲ نوامبر ۱۹۶۶) بازیکن فوتبال اهل بریتانیا بود.
از باشگاه‌هایی که در آن بازی کرده‌است می‌توان به باشگاه فوتبال گریمزبی تاون اشاره کرد.